# Hortia neblinensis
Hortia neblinensis là một loài thực vật có hoa trong họ Cửu lý hương. Loài này được Maguire & B.M.Boom mô tả khoa học đầu tiên năm 1989.